# 世界無線通信会議
世界無線通信会議（せかいむせんつうしんかいぎ、英語: WRC; World Radiocommunication Conference）とは、国際電気通信連合(ITU)によって行われる、各周波数帯の利用方法、衛星軌道の利用方法、無線局の運用方法などを定めた国際的な規定である「国際電気通信連合憲章に規定する無線通信規則」(RR)の改定を行うための会議である。2年または3年ごとに開催される。
1992年12月にスイス・ジュネーヴで行われた国際電気通信連合の追加全権委員会議において、機構改革を実施し、CCIRとIFRBが統合されてITU-Rとなり、それまでの世界無線通信主管庁会議（英語: WARC; World administrative radio conference）の業務を引きつぐものとして設置が決定し、1993年に第1回会議が行われた。
WRCの決定には法的な拘束力があり、それに基づいて各国で国内の各周波数帯の利用方法などが定められることになる。
2015年の会議(WRC-15)では、閏秒の存廃についての議論が行われたが、当面の間存続し、2023年のWRCで再び検討することとなった。WRC-23において、「2035年までに閏秒に替わる変更案を導入すること」が決定された（閏秒#閏秒に替わる変更案を参照）。

## 会議一覧
- WRC-93（スイス・ジュネーヴ、1993年11月）
- WRC-95（スイス・ジュネーヴ、1995年10月23日 - 11月17日）
- WRC-97（スイス・ジュネーブ、1997年10月27日 - 11月21日）
- WRC-2000（トルコ・イスタンブール、2000年5月8日 - 6月2日）
- WRC-03（スイス・ジュネーヴ、2003年6月9日 - 7月4日）
- WRC-07（スイス・ジュネーヴ、2007年10月15日 - 11月9日）
- WRC-12（スイス・ジュネーヴ、2012年1月23日 - 2月17日）
- WRC-15（スイス・ジュネーヴ、2015年11月2日 - 11月27日）
- WRC-19（エジプト・シャルム・エル・シェイク、2019年10月28日 - 11月22日）
- WRC-23（アラブ首長国連邦・ドバイ、2023年11月20日 - 12月15日）